# 언니가.. 이해하셔야 돼요
"언니가.. 이해하셔야 돼요"(Seaside Flower)는 한국에서 제작된 박경희 감독의 2005년 드라마 영화이다. 정은혜 등이 주연으로 출연하였다.

## 출연

### 주연
- 정은혜

### 조연
- 신인숙

## 기타
- 프로듀서: 이진숙
- 제작실장: 조윤진
- 제작부: 최보람
- 제작부: 윤익준
- 제작부: 김태윤
- 촬영부: 이종우
- 촬영부: 송명섭
- 촬영부: 김동욱
- 촬영부: 김성안
- 조명: 김춘호
- 조명부: 김영호
- 조명부: 최경민
- 조명부: 백광용
- 조명부: 박현진
- 조명부: 정무영
- 조연출: 장수영
- 연출부: 최정열
- 연출부: 최정열
- 연출부: 안상훈
- 스크립터: 김경민
- 동시녹음: 한철희
- 사운드슈퍼바이저: 박성호
- 미술: 최재훈
- 미술팀: 심수정
- 분장: 주은정
- 분장팀: 김은미
- 편집보: 이선옥
- 편집보: 이선옥
- 편집보: 장영석
- 네가편집: 김미영
- 사운드효과: 장철호
- 옵티컬: 서광열
- 자막: 주광동
- 텔레시네: 오병걸
- 메이킹: 황정현